# ISO 3166-2:ET
ISO 3166-2:ET es la entrada para Etiopía en ISO 3166-2, parte del patrón ISO 3166 publicado por la Organización Internacional de Normalización (ISO), que define los códigos de los nombres de las principales subdivisiones: provincias o divisiones administrativas del Estado de todos los países codificados en el ISO 3166-1.
Actualmente, para Etiopía los códigos ISO 3166-2 se definen para 10 kililoch (regiones) y 2 ciudades con estatus especial.
Cada código consta de dos partes, separadas por un guion. La primera parte es ET, el código de Etiopía en ISO 3166-1 alpha-2. La segunda parte tiene dos letras.

## Códigos actuales
Los nombres de las subdivisiones se ordenan según el estándar ISO 3166-2 publicado por la Agencia de Mantenimiento ISO 3166 (ISO 3166/MA).
Los códigos de la ISO 639-1 se usan para representar los nombres de las subdivisiones en los siguientes idiomas oficiales:
- (am): Amhárico
- (en): Inglés

Pulsa sobre el botón en la cabecera para ordenar cada columna.
| Código | Nombre de la subdivisión (am) (BGN/PCGN 1967) | Nombre de la subdivisión (en)               | Nombre de la subdivisión (es) | Categoría de la subdivisión |
| ------ | --------------------------------------------- | ------------------------------------------- | ----------------------------- | --------------------------- |
| ET-AA  | Ādīs Ābeba                                    | Addis Ababa                                 | Adís Abeba                    | Ciudad con estatus especial |
| ET-DD  | Dirē Dawa                                     | Dire Dawa                                   | Dire Daua                     | Ciudad con estatus especial |
| ET-AF  | Āfar                                          | Afar                                        | Afar                          | Kilil                       |
| ET-AM  | Āmara                                         | Amara                                       | Amhara                        | Kilil                       |
| ET-BE  | Bīnshangul Gumuz                              | Benshangul-Gumaz                            | Benishangul-Gumaz             | Kilil                       |
| ET-GA  | Gambēla Hizboch                               | Gambela Peoples                             | Gambela                       | Kilil                       |
| ET-HA  | Hārerī Hizb                                   | Harari People                               | Harar                         | Kilil                       |
| ET-OR  | Oromīya                                       | Oromia                                      | Oromía                        | Kilil                       |
| ET-SO  | Sumalē                                        | Somali                                      | Somalí                        | Kilil                       |
| ET-TI  | Tigray                                        | Tigrai                                      | Tigray                        | Kilil                       |
| ET-SN  | YeDebub Bihēroch Bihēreseboch na Hizboch      | Southern Nations, Nationalities and Peoples | Naciones y pueblos del Sur    | Kilil                       |

## Cambios
Los siguientes cambios a la entrada se anunciaron en informes de la ISO 3166/MA desde la primera publicación de la ISO 3166-2 en 1998:
| Informe                       | Fecha de emisión | Descripción del cambio reportado | Cambio de código o subdivisión                |
| ----------------------------- | ---------------- | --- | --------------------------------------------- |
| Newsletter I-4                | 10/12/2002       | Cambia el nombre genérico de una categoría de subdivisión a administración. Se añade una administración. Puesta al día de la lista fuente | Subdivisiones añadidas:ET-DD Dire Dawa        |
| Plataforma en línea de la ISO | 3/11/2014        | Se actualiza la lista fuente |                                               |
| Plataforma en línea de la ISO | 27/11/2015       | Se borra el sistema de romanización para subdivisiones en inglés; se actualiza la lista fuente                                            |                                               |
| Plataforma en línea de la ISO | 9/4/2019         | Cambia la categoría en inglés de subdivisión: de estado a estado regional; se actualiza la lista fuente                                   | Cambio de categoría: estado → estado regional |